# سمفونی فانتاستیک

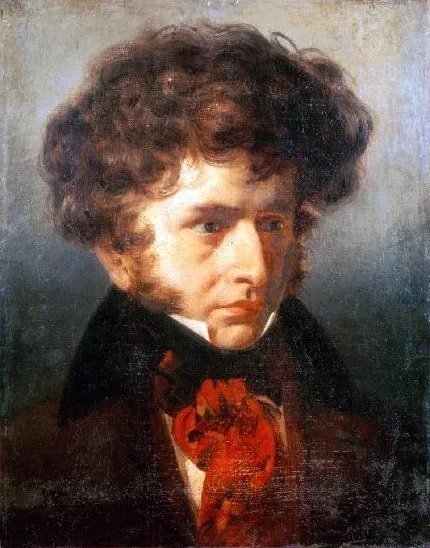
نقاشی از هکتور برلیوز در جوانی، ۱۸۳۲

سمفونی فانتاستیک اپوس ۱۴، نخستین سمفونی هکتور برلیوز، آهنگساز فرانسوی است. اجرای نخست آن در سال ۱۸۳۰ میلادی بود. این سمفونی از پنج موومان تشکیل شده و از نوع موسیقی برنامه‌ای است.

## تاریخچه و درون‌مایه

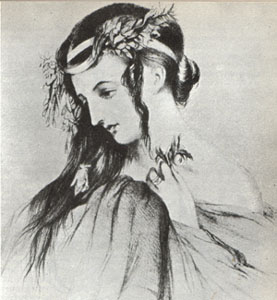
مرتبط

نخستین اجرای سمفونی فانتاستیک در دسامبر ۱۸۳۰ و زمانی که برلیوز ۲۶ سال داشت، در کنسرواتوار پاریس انجام شد.
فراق یک هنرپیشهٔ ایرلندی اجراکنندهٔ نقش‌های اوفلیا و ژولیت در نمایشنامه‌های شکسپیر به نام هریت (یا هانریتا) اسمیتسن یکی از منابع الهام برلیوز در تصنیف این سمفونی دانسته می‌شود که آهنگساز را دستخوش لرزش ناشی از هیجان و شیفتگی می‌کرده است. برلیوز خود هیچگاه این هنرپیشه را از نزدیک ملاقات نکرده بود. او خود در کتاب خاطراتش می‌نویسد: «سمفونی ماجرایی در زندگی یک هنرمند در واقع داستان عشق و دلدادگی من برای میس اسمیتسن است. شرح رنج و دلدادگی‌ام از فراق وی و بیان رؤیاهای آمیخته با سرگشتگی و نومیدی‌ام در وصال وی.»
برلیوز در جای دیگری از کتابش می‌نویسد: «در آن زمان که من سخت تحت تأثیر منظومه فاوست اثر گوته قرار داشتم به تصنیف سمفونی فانتاستیک مبادرت ورزیدم.» به نظر می‌آید که این دو عامل یعنی منظومه فاوست و هریت اسمیتسن هنرپیشه هر دو در کنار عوامل دیگری برلیوز را در معرض هجوم و تاخت و تاز قرار داده‌اند تا اثری مانند سمفونی فانتاستیک را تصنیف نماید.
خلاصه‌ای از آنچه در پارتیسیون اثر نوشته شده است: «یک آهنگساز جوان با حساسیتی بیمارگونه و قوهٔ تصوری شگرف وقتی از وصل معشوقش نومید می‌گردد از فرط اندوه خود را با تریاک مسموم می‌سازد این ماده مخدر که میزانش کمتر از آن بوده تا جوان را به کام مرگ بکشاند، او را به خوابی عمیق و خلسه‌آور فرو می‌برد که ضمن آن عجیبترین رؤیاها پدید می‌آید و در جریان این رؤیاها، انفعالات، احساسات و خاطراتش در مغز بیمار او درهم می‌آمیزد و به صورت نقش و نگارها و اندیشه‌های موسیقی متجلی می‌شود.»

## موومان‌ها
سمفونی فانتاستیک از پنج موومان تشکیل شده است:
- موومان نخست: رؤیا، شوریدگی و شیفتگی: موسیقیدان جوان قهرمان اثر چنین باور دارد که مغزش دچار وضعی ناآسوده و بی‌قرار گشته است و در این حالت اشتیاق‌های دردآلود، سرخوردگی‌ها و بی‌قراری‌های پیش از دیدار محبوبش را به یاد می‌آورد.
- موومان دوم: یک مجلس مهمانی رقص: قهرمان، در یک تالار بزرگ که جمع کثیری به رقص و پایکوبی و باده نوشینی مشغولند محبوبش را ملاقات می‌کند.
- موومان سوم: صحنه‌ای در کشتزار: قهرمان به روستایی گام می‌نهد و سرگرم تفکرات خویش به قدم زدن می‌پردازد که در این هنگام دو پسرک چوپان را می‌بیند که با نی‌های خویش به تناوب نغمه‌ای می‌نوازند تا گله خود را فراخوانند. این نغمه‌سرایی و مناظر اطراف آرامش و امیدی که از قهرمان دور بوده است را دوباره به او بازمی‌گردانند. در این هنگام محبوب بار دیگر بر قهرمان جلوه‌گر می‌شود و نگرانی‌های پیشین به سراغ قهرمان می‌آیند. غروب فرا می‌رسد و از دور غریو رعدی شنیده می‌شود.
- موومان چهارم: مارش راه‌سپاری به سوی چوبه دار: قهرمان در عالم رؤیا چنین می‌اندیشد که محبوب خویش را کشته و به کیفر این جنایت محکوم به اعدام شده است.
- موومان پنجم: رؤیای گردهمایی نیمه‌شب جادوگران: قهرمان در رؤیا می‌بیند که در یک مجلس بزم جادوگران حضور یافته است و به نظرش چنین می‌آید که همه آن‌ها با چهره‌های رعب‌آمیز و صدای جیغ مانندشان برای خاکسپاری او گرد آمده‌اند.

## یادداشت
1. ↑  موسیقی برنامه‌ای (به انگلیسی: Program music) یا موسیقی تفسیری، نوعی موسیقی است که مبیّن عوالم مادی و محسوس باشد.